# Eleanor Coerr
Eleanor Page de Coerr (Kamsack, Saskatchewan, 29 de mayo de 1922 - Nueva York, 22 de noviembre de 2010) fue una escritora canadiense de libros infantiles.
Coerr comenzó su carrera profesional como reportera periodística y editora en una columna para niños. Enseñó literatura infantil en el Monterey Peninsula College y escritura creativa en el Chapman College en California. Durante los últimos 25 años ha estado escribiendo libros infantiles, leyendo y visitando colegios a lo largo de todo Estados Unidos.